# Illanmaster
Illanmaster är en ö i republiken Irland.   Den ligger i grevskapet Maigh Eo och provinsen Connacht, i den nordvästra delen av landet, 250 km väster om huvudstaden Dublin.